# Janusz Cetnarowski

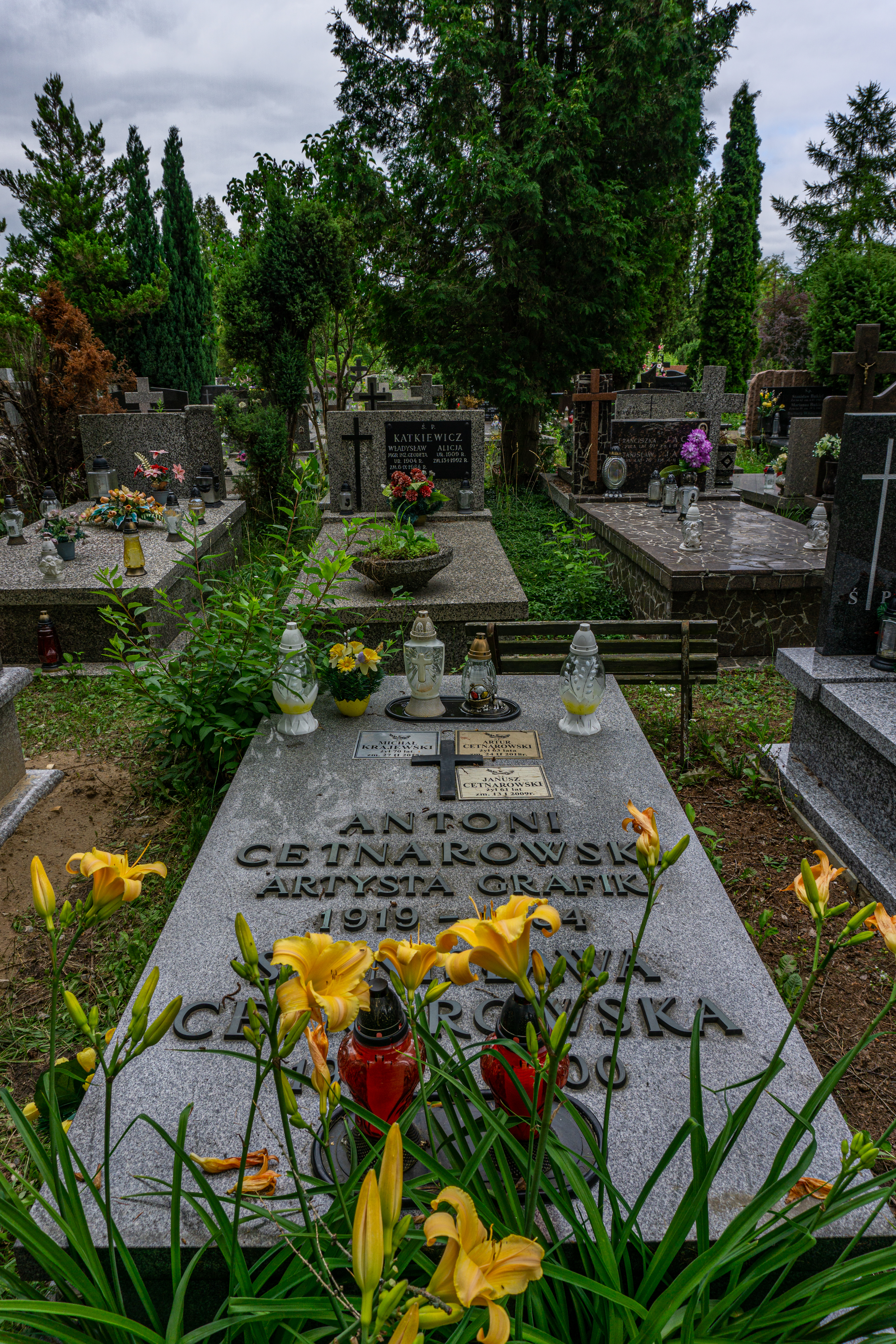
Grób Janusza Cetnarowskiego na cmentarzu komunalnym Północnym w Warszawie

Janusz Cetnarowski (ur. 17 października 1947, zm. 13 stycznia 2009) – polski artysta plastyk, malarz pejzażysta. 
Syn artysty grafika Antoniego Cetnarowskiego (1919-1984). Ukończył studia w Akademii Sztuk Pięknych w Warszawie. Jako malarz tworzył głównie obrazy olejne i akwarelowe a także grafiki. Jego obrazy znajdują się w Wielkiej Brytanii, Stanach Zjednoczonych i Japonii. 
Pochowany został 22 stycznia 2009 na cmentarzu komunalnym Północnym w Warszawie.